# Epicauta pensylvanica
Epicauta pensylvanica är en skalbaggsart som först beskrevs av De Geer 1775.  Epicauta pensylvanica ingår i släktet Epicauta och familjen oljebaggar. Inga underarter finns listade i Catalogue of Life.